# خولیو ملندس
خولیو مِلِندِس (اسپانیایی: Julio Meléndez‎؛ زادهٔ ۱۱ آوریل ۱۹۴۵) بازیکن بازنشستهٔ فوتبال اهل پرو در پست مدافع است.
از تیم‌هایی که در آن بازی کرده می‌توان به باشگاه فوتبال بوکا جونیورز و تیم ملی فوتبال پرو اشاره کرد.